# 気高郡

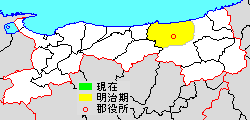
鳥取県気高郡の位置

気高郡（けたかぐん）は、鳥取県にあった郡。

## 郡域
1896年（明治29年）に行政区画として発足した当時の郡域は、鳥取市の一部（河原町各町・用瀬町各町・佐治町各町を除く千代川以西、江津・秋里および松並町の一部）にあたる。

## 歴史
- 明治29年（1896年）

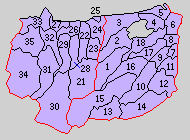
1.吉岡村 2.大郷村 3.末恒村 4.湖山村 5.賀露村 6.千代水村 7.蒲野部村 8.海徳村 9.東郷村 10.福富村 11.美穂村 12.大和村 13.岩坪村 14.砂見村 15.明治村 16.穏治村 17.豊実村 18.松保村 21.鹿野村 22.瑞穂村 23.光元村 24.宝木村 25.酒津村 26.正条村 27.八束水村 28.勝谷村 29.逢坂村 30.小鷲河村 31.日置村 32.日置谷村 33.青谷村 34.勝部村 35.中郷村（紫：鳥取市）

  - 4月1日 - 郡制の施行のため高草郡・気多郡の区域をもって気高郡が発足。郡役所が吉岡村に設置。全域が現・鳥取市。（33村）
    - 旧・高草郡（18村） - 吉岡村、大郷村、末恒村、湖山村、賀露村、千代水村、蒲野部村、海徳村、東郷村、福富村、美穂村、大和村、岩坪村、砂見村、明治村、穏治村、豊実村、松保村
    - 旧・気多郡（15村） - 鹿野村、瑞穂村、光元村、宝木村、酒津村、正条村、八束水村、勝谷村、逢坂村、小鷲河村、日置村、日置谷村、青谷村、勝部村、中郷村

  - 9月1日 - 郡制を施行。
- 明治32年（1899年）3月18日 - 鹿野村が町制施行して鹿野町となる。（1町32村）
- 大正3年（1914年）
  - 2月1日（1町30村）
    - 明治村・穏治村が合併し、改めて明治村が発足。
    - 光元村・宝木村が合併し、改めて宝木村が発足。

  - 4月1日 - 青谷村が町制施行して青谷町となる。（2町29村）
- 大正4年（1915年）6月1日 - 正条村・八束水村が合併し、改めて正条村が発足。（2町28村）
- 大正6年（1917年）
  - 9月1日 - 東郷村・福富村が合併し、改めて東郷村が発足。（2町27村）
  - 10月1日 - 蒲野部村・海徳村が合併して大正村が発足。（2町26村）
- 大正7年（1918年）1月1日 - 岩坪村・砂見村が合併して神戸村が発足。（2町25村）
- 大正12年（1923年）4月1日 - 郡会が廃止。郡役所は存続。
- 大正15年（1926年）7月1日 - 郡役所が廃止。以降は地域区分名称となる。
- 昭和10年（1935年）時点での当郡の面積は325.05平方km、人口は52,111人（男25,485人・女26,626人）[1]。
- 昭和12年（1937年）2月15日 - 賀露村が鳥取市に編入。（2町24村）
- 昭和23年（1948年）4月1日 - 正条村が町制施行・改称して浜村町となる。（3町23村）
- 昭和28年（1953年）7月1日（3町7村）
  - 青谷町・勝部村・中郷村・日置谷村が合併し、改めて青谷町が発足。
  - 神戸村・大和村・美穂村・大正村・東郷村・明治村・豊実村・松保村・大郷村・吉岡村・千代水村・湖山村・末恒村が鳥取市に編入。
- 昭和30年（1955年）
  - 3月31日 - 日置村が青谷町に編入。（3町6村）
  - 7月1日（3町）
    - 宝木村・酒津村・瑞穂村・逢坂村・浜村町が合併して気高町が発足。
    - 鹿野町・勝谷村・小鷲河村が合併し、改めて鹿野町が発足。
- 平成16年（2004年）11月1日 - 気高町・鹿野町・青谷町が鳥取市に編入。同日気高郡消滅。鳥取県では1896年の郡の再編以来、初の郡消滅となった。

### 変遷表
| 旧 郡    | 明治以前 | 明治初年 - 明治4年   | 明治5年 - 明治8年               | 明治9年 - 明治22年 | 明治22年 10月1日 町村制施行 | 明治22年 - 昭和19年          | 昭和20年 - 昭和29年            | 昭和30年 - 昭和64年          | 平成元年 - 現在              | 現在   |
| -------- | -------- | -------------------- | ------------------------------- | ------------------ | --------------------------- | ---------------------------- | ------------------------------ | ---------------------------- | ---------------------------- | ------ |
| 気 多 郡 | 芦崎村   | 芦崎村               | 芦崎村                          | 明治10年 青谷村    | 青谷村                      | 大正3年4月1日 町制 青谷町    | 昭和28年7月1日 青谷町          | 青谷町                       | 平成16年11月1日 鳥取市に編入 | 鳥取市 |
| 気 多 郡 | 潮津村   | 潮津村               | 潮津村                          | 明治10年 青谷村    | 青谷村                      | 大正3年4月1日 町制 青谷町    | 昭和28年7月1日 青谷町          | 青谷町                       | 平成16年11月1日 鳥取市に編入 | 鳥取市 |
| 気 多 郡 | 青屋村   | 青屋村               | 青屋村                          | 明治10年 青谷村    | 青谷村                      | 大正3年4月1日 町制 青谷町    | 昭和28年7月1日 青谷町          | 青谷町                       | 平成16年11月1日 鳥取市に編入 | 鳥取市 |
| 気 多 郡 | 井手村   | 井手村               | 井手村                          | 井手村             | 青谷村                      | 大正3年4月1日 町制 青谷町    | 昭和28年7月1日 青谷町          | 青谷町                       | 平成16年11月1日 鳥取市に編入 | 鳥取市 |
| 気 多 郡 | 長和瀬村 | 長和瀬村             | 長和瀬村                        | 長和瀬村           | 青谷村                      | 大正3年4月1日 町制 青谷町    | 昭和28年7月1日 青谷町          | 青谷町                       | 平成16年11月1日 鳥取市に編入 | 鳥取市 |
| 気 多 郡 | 鳴滝村   | 鳴滝村               | 鳴滝村                          | 鳴滝村             | 中郷村                      | 中郷村                       | 昭和28年7月1日 青谷町          | 青谷町                       | 平成16年11月1日 鳥取市に編入 | 鳥取市 |
| 気 多 郡 | 北河原村 | 北河原村             | 北河原村                        | 北河原村           | 中郷村                      | 中郷村                       | 昭和28年7月1日 青谷町          | 青谷町                       | 平成16年11月1日 鳥取市に編入 | 鳥取市 |
| 気 多 郡 | 山田村   | 山田村               | 山田村                          | 山田村             | 中郷村                      | 中郷村                       | 昭和28年7月1日 青谷町          | 青谷町                       | 平成16年11月1日 鳥取市に編入 | 鳥取市 |
| 気 多 郡 | 亀尻村   | 亀尻村               | 亀尻村                          | 亀尻村             | 中郷村                      | 中郷村                       | 昭和28年7月1日 青谷町          | 青谷町                       | 平成16年11月1日 鳥取市に編入 | 鳥取市 |
| 気 多 郡 | 吉川村   | 吉川村               | 吉川村                          | 吉川村             | 中郷村                      | 中郷村                       | 昭和28年7月1日 青谷町          | 青谷町                       | 平成16年11月1日 鳥取市に編入 | 鳥取市 |
| 気 多 郡 | 絹見村   | 絹見村               | 絹見村                          | 絹見村             | 中郷村                      | 中郷村                       | 昭和28年7月1日 青谷町          | 青谷町                       | 平成16年11月1日 鳥取市に編入 | 鳥取市 |
| 気 多 郡 | 露谷村   | 露谷村               | 露谷村                          | 露谷村             | 中郷村                      | 中郷村                       | 昭和28年7月1日 青谷町          | 青谷町                       | 平成16年11月1日 鳥取市に編入 | 鳥取市 |
| 気 多 郡 | 八葉寺村 | 八葉寺村             | 八葉寺村                        | 八葉寺村           | 勝部村                      | 勝部村                       | 昭和28年7月1日 青谷町          | 青谷町                       | 平成16年11月1日 鳥取市に編入 | 鳥取市 |
| 気 多 郡 | 田原谷村 | 田原谷村             | 田原谷村                        | 田原谷村           | 勝部村                      | 勝部村                       | 昭和28年7月1日 青谷町          | 青谷町                       | 平成16年11月1日 鳥取市に編入 | 鳥取市 |
| 気 多 郡 | 紙屋村   | 紙屋村               | 紙屋村                          | 紙屋村             | 勝部村                      | 勝部村                       | 昭和28年7月1日 青谷町          | 青谷町                       | 平成16年11月1日 鳥取市に編入 | 鳥取市 |
| 気 多 郡 | 楠根村   | 楠根村               | 楠根村                          | 楠根村             | 勝部村                      | 勝部村                       | 昭和28年7月1日 青谷町          | 青谷町                       | 平成16年11月1日 鳥取市に編入 | 鳥取市 |
| 気 多 郡 | 澄水村   | 澄水村               | 澄水村                          | 澄水村             | 勝部村                      | 勝部村                       | 昭和28年7月1日 青谷町          | 青谷町                       | 平成16年11月1日 鳥取市に編入 | 鳥取市 |
| 気 多 郡 | 桑原村   | 桑原村               | 桑原村                          | 桑原村             | 勝部村                      | 勝部村                       | 昭和28年7月1日 青谷町          | 青谷町                       | 平成16年11月1日 鳥取市に編入 | 鳥取市 |
| 気 多 郡 | 蔵内村   | 蔵内村               | 蔵内村                          | 蔵内村             | 日置谷村                    | 日置谷村                     | 昭和28年7月1日 青谷町          | 青谷町                       | 平成16年11月1日 鳥取市に編入 | 鳥取市 |
| 気 多 郡 | 大坪村   | 大坪村               | 大坪村                          | 大坪村             | 日置谷村                    | 日置谷村                     | 昭和28年7月1日 青谷町          | 青谷町                       | 平成16年11月1日 鳥取市に編入 | 鳥取市 |
| 気 多 郡 | 養郷村   | 養郷村               | 養郷村                          | 養郷村             | 日置谷村                    | 日置谷村                     | 昭和28年7月1日 青谷町          | 青谷町                       | 平成16年11月1日 鳥取市に編入 | 鳥取市 |
| 気 多 郡 | 善積村   | 善積村               | 善積村                          | 明治10年 善田村    | 日置谷村                    | 日置谷村                     | 昭和28年7月1日 青谷町          | 青谷町                       | 平成16年11月1日 鳥取市に編入 | 鳥取市 |
| 気 多 郡 | 小平田村 | 小平田村             | 小平田村                        | 明治10年 善田村    | 日置谷村                    | 日置谷村                     | 昭和28年7月1日 青谷町          | 青谷町                       | 平成16年11月1日 鳥取市に編入 | 鳥取市 |
| 気 多 郡 | 山崎村   | 山崎村               | 山崎村                          | 明治10年 奥崎村    | 日置谷村                    | 日置谷村                     | 昭和28年7月1日 青谷町          | 青谷町                       | 平成16年11月1日 鳥取市に編入 | 鳥取市 |
| 気 多 郡 | 奥谷村   | 奥谷村               | 奥谷村                          | 明治10年 奥崎村    | 日置谷村                    | 日置谷村                     | 昭和28年7月1日 青谷町          | 青谷町                       | 平成16年11月1日 鳥取市に編入 | 鳥取市 |
| 気 多 郡 | 早牛村   | 早牛村               | 早牛村                          | 早牛村             | 日置村                      | 日置村                       | 日置村                         | 昭和30年3月31日 青谷町に編入 | 平成16年11月1日 鳥取市に編入 | 鳥取市 |
| 気 多 郡 | 山根村   | 山根村               | 山根村                          | 山根村             | 日置村                      | 日置村                       | 日置村                         | 昭和30年3月31日 青谷町に編入 | 平成16年11月1日 鳥取市に編入 | 鳥取市 |
| 気 多 郡 | 河原村   | 河原村               | 河原村                          | 河原村             | 日置村                      | 日置村                       | 日置村                         | 昭和30年3月31日 青谷町に編入 | 平成16年11月1日 鳥取市に編入 | 鳥取市 |
| 気 多 郡 | 小畑村   | 小畑村               | 小畑村                          | 小畑村             | 日置村                      | 日置村                       | 日置村                         | 昭和30年3月31日 青谷町に編入 | 平成16年11月1日 鳥取市に編入 | 鳥取市 |
| 気 多 郡 | 広木村   | 広木村               | 広木村                          | 広木村             | 鹿野村                      | 明治32年3月18日 町制 鹿野町  | 鹿野町                         | 昭和30年7月1日 鹿野町        | 平成16年11月1日 鳥取市に編入 | 鳥取市 |
| 気 多 郡 | 閉野村   | 閉野村               | 閉野村                          | 閉野村             | 鹿野村                      | 明治32年3月18日 町制 鹿野町  | 鹿野町                         | 昭和30年7月1日 鹿野町        | 平成16年11月1日 鳥取市に編入 | 鳥取市 |
| 気 多 郡 | 志加奴村 | 志加奴村             | 志加奴村                        | 志加奴村           | 鹿野村                      | 明治32年3月18日 町制 鹿野町  | 鹿野町                         | 昭和30年7月1日 鹿野町        | 平成16年11月1日 鳥取市に編入 | 鳥取市 |
| 気 多 郡 | 末用村   | 末用村               | 末用村                          | 末用村             | 鹿野村                      | 明治32年3月18日 町制 鹿野町  | 鹿野町                         | 昭和30年7月1日 鹿野町        | 平成16年11月1日 鳥取市に編入 | 鳥取市 |
| 気 多 郡 | 水谷村   | 水谷村               | 水谷村                          | 水谷村             | 鹿野村                      | 明治32年3月18日 町制 鹿野町  | 鹿野町                         | 昭和30年7月1日 鹿野町        | 平成16年11月1日 鳥取市に編入 | 鳥取市 |
| 気 多 郡 | 宮方村   | 宮方村               | 宮方村                          | 宮方村             | 勝谷村                      | 勝谷村                       | 勝谷村                         | 昭和30年7月1日 鹿野町        | 平成16年11月1日 鳥取市に編入 | 鳥取市 |
| 気 多 郡 | 寺内村   | 寺内村               | 寺内村                          | 寺内村             | 勝谷村                      | 勝谷村                       | 勝谷村                         | 昭和30年7月1日 鹿野町        | 平成16年11月1日 鳥取市に編入 | 鳥取市 |
| 気 多 郡 | 中園村   | 中園村               | 中園村                          | 中園村             | 勝谷村                      | 勝谷村                       | 勝谷村                         | 昭和30年7月1日 鹿野町        | 平成16年11月1日 鳥取市に編入 | 鳥取市 |
| 気 多 郡 | 今市村   | 今市村               | 今市村                          | 明治10年 今市村    | 勝谷村                      | 勝谷村                       | 勝谷村                         | 昭和30年7月1日 鹿野町        | 平成16年11月1日 鳥取市に編入 | 鳥取市 |
| 気 多 郡 | 玉川村   | 玉川村               | 玉川村                          | 明治10年 今市村    | 勝谷村                      | 勝谷村                       | 勝谷村                         | 昭和30年7月1日 鹿野町        | 平成16年11月1日 鳥取市に編入 | 鳥取市 |
| 気 多 郡 | 岡井村   | 岡井村               | 岡井村                          | 明治10年 岡木村    | 勝谷村                      | 勝谷村                       | 勝谷村                         | 昭和30年7月1日 鹿野町        | 平成16年11月1日 鳥取市に編入 | 鳥取市 |
| 気 多 郡 | 木梨村   | 木梨村               | 木梨村                          | 明治10年 岡木村    | 勝谷村                      | 勝谷村                       | 勝谷村                         | 昭和30年7月1日 鹿野町        | 平成16年11月1日 鳥取市に編入 | 鳥取市 |
| 気 多 郡 | 梶掛村   | 梶掛村               | 梶掛村                          | 明治10年 乙亥正村  | 勝谷村                      | 勝谷村                       | 勝谷村                         | 昭和30年7月1日 鹿野町        | 平成16年11月1日 鳥取市に編入 | 鳥取市 |
| 気 多 郡 | 重山村   | 重山村               | 重山村                          | 明治10年 乙亥正村  | 勝谷村                      | 勝谷村                       | 勝谷村                         | 昭和30年7月1日 鹿野町        | 平成16年11月1日 鳥取市に編入 | 鳥取市 |
| 気 多 郡 | 小別所村 | 小別所村             | 小別所村                        | 小別所村           | 小鷲河村                    | 小鷲河村                     | 小鷲河村                       | 昭和30年7月1日 鹿野町        | 平成16年11月1日 鳥取市に編入 | 鳥取市 |
| 気 多 郡 | 鷲峯村   | 鷲峯村               | 鷲峯村                          | 鷲峯村             | 小鷲河村                    | 小鷲河村                     | 小鷲河村                       | 昭和30年7月1日 鹿野町        | 平成16年11月1日 鳥取市に編入 | 鳥取市 |
| 気 多 郡 | 河内村   | 河内村               | 河内村                          | 河内村             | 小鷲河村                    | 小鷲河村                     | 小鷲河村                       | 昭和30年7月1日 鹿野町        | 平成16年11月1日 鳥取市に編入 | 鳥取市 |
| 気 多 郡 | 新町宿   | 新町宿               | 新町宿                          | 明治10年 宝木宿    | 宝木村                      | 大正3年2月1日 宝木村         | 宝木村                         | 昭和30年7月1日 気高町        | 平成16年11月1日 鳥取市に編入 | 鳥取市 |
| 気 多 郡 | 母木村   | 母木村               | 母木村                          | 明治10年 宝木宿    | 宝木村                      | 大正3年2月1日 宝木村         | 宝木村                         | 昭和30年7月1日 気高町        | 平成16年11月1日 鳥取市に編入 | 鳥取市 |
| 気 多 郡 | 奥沢見村 | 奥沢見村             | 奥沢見村                        | 奥沢見村           | 宝木村                      | 大正3年2月1日 宝木村         | 宝木村                         | 昭和30年7月1日 気高町        | 平成16年11月1日 鳥取市に編入 | 鳥取市 |
| 気 多 郡 | 富吉村   | 富吉村               | 富吉村                          | 富吉村             | 宝木村                      | 大正3年2月1日 宝木村         | 宝木村                         | 昭和30年7月1日 気高町        | 平成16年11月1日 鳥取市に編入 | 鳥取市 |
| 気 多 郡 | 常松村   | 常松村               | 常松村                          | 常松村             | 宝木村                      | 大正3年2月1日 宝木村         | 宝木村                         | 昭和30年7月1日 気高町        | 平成16年11月1日 鳥取市に編入 | 鳥取市 |
| 気 多 郡 | 馬場村   | 馬場村               | 馬場村                          | 明治10年 上光村    | 光元村                      | 大正3年2月1日 宝木村         | 宝木村                         | 昭和30年7月1日 気高町        | 平成16年11月1日 鳥取市に編入 | 鳥取市 |
| 気 多 郡 | 戸島村   | 戸島村               | 戸島村                          | 明治10年 上光村    | 光元村                      | 大正3年2月1日 宝木村         | 宝木村                         | 昭和30年7月1日 気高町        | 平成16年11月1日 鳥取市に編入 | 鳥取市 |
| 気 多 郡 | 塚手村   | 塚手村               | 塚手村                          | 明治10年 上光村    | 光元村                      | 大正3年2月1日 宝木村         | 宝木村                         | 昭和30年7月1日 気高町        | 平成16年11月1日 鳥取市に編入 | 鳥取市 |
| 気 多 郡 | 西分村   | 西分村               | 西分村                          | 明治10年 上光村    | 光元村                      | 大正3年2月1日 宝木村         | 宝木村                         | 昭和30年7月1日 気高町        | 平成16年11月1日 鳥取市に編入 | 鳥取市 |
| 気 多 郡 | 下光元村 | 下光元村             | 下光元村                        | 下光元村           | 光元村                      | 大正3年2月1日 宝木村         | 宝木村                         | 昭和30年7月1日 気高町        | 平成16年11月1日 鳥取市に編入 | 鳥取市 |
| 気 多 郡 | 浜村     | 浜村                 | 浜村                            | 明治10年 浜村      | 正条村                      | 大正4年6月1日 正条村         | 昭和23年4月1日 町制改称 浜村町 | 昭和30年7月1日 気高町        | 平成16年11月1日 鳥取市に編入 | 鳥取市 |
| 気 多 郡 | 宮川村   | 宮川村               | 宮川村                          | 明治10年 浜村      | 正条村                      | 大正4年6月1日 正条村         | 昭和23年4月1日 町制改称 浜村町 | 昭和30年7月1日 気高町        | 平成16年11月1日 鳥取市に編入 | 鳥取市 |
| 気 多 郡 | 湯村     | 勝見村               | 明治7年 改称 勝見村             | 明治10年 勝見村    | 正条村                      | 大正4年6月1日 正条村         | 昭和23年4月1日 町制改称 浜村町 | 昭和30年7月1日 気高町        | 平成16年11月1日 鳥取市に編入 | 鳥取市 |
| 気 多 郡 | 沢田村   | 沢田村               | 沢田村                          | 明治10年 勝見村    | 正条村                      | 大正4年6月1日 正条村         | 昭和23年4月1日 町制改称 浜村町 | 昭和30年7月1日 気高町        | 平成16年11月1日 鳥取市に編入 | 鳥取市 |
| 気 多 郡 | 福田村   | 福田村               | 福田村                          | 明治10年 勝見村    | 正条村                      | 大正4年6月1日 正条村         | 昭和23年4月1日 町制改称 浜村町 | 昭和30年7月1日 気高町        | 平成16年11月1日 鳥取市に編入 | 鳥取市 |
| 気 多 郡 | 八幡村   | 八幡村               | 八幡村                          | 八幡村             | 正条村                      | 大正4年6月1日 正条村         | 昭和23年4月1日 町制改称 浜村町 | 昭和30年7月1日 気高町        | 平成16年11月1日 鳥取市に編入 | 鳥取市 |
| 気 多 郡 | 下原村   | 下原村               | 下原村                          | 下原村             | 正条村                      | 大正4年6月1日 正条村         | 昭和23年4月1日 町制改称 浜村町 | 昭和30年7月1日 気高町        | 平成16年11月1日 鳥取市に編入 | 鳥取市 |
| 気 多 郡 | 姫路村   | 姫路村               | 姫路村                          | 明治10年 八束水村  | 八束水村                    | 大正4年6月1日 正条村         | 昭和23年4月1日 町制改称 浜村町 | 昭和30年7月1日 気高町        | 平成16年11月1日 鳥取市に編入 | 鳥取市 |
| 気 多 郡 | 姉泊村   | 姉泊村               | 姉泊村                          | 明治10年 八束水村  | 八束水村                    | 大正4年6月1日 正条村         | 昭和23年4月1日 町制改称 浜村町 | 昭和30年7月1日 気高町        | 平成16年11月1日 鳥取市に編入 | 鳥取市 |
| 気 多 郡 | 酒津村   | 酒津村               | 酒津村                          | 酒津村             | 酒津村                      | 酒津村                       | 酒津村                         | 昭和30年7月1日 気高町        | 平成16年11月1日 鳥取市に編入 | 鳥取市 |
| 気 多 郡 | 宿村     | 宿村                 | 宿村                            | 宿村               | 瑞穂村                      | 瑞穂村                       | 瑞穂村                         | 昭和30年7月1日 気高町        | 平成16年11月1日 鳥取市に編入 | 鳥取市 |
| 気 多 郡 | 土居村   | 土居村               | 土居村                          | 土居村             | 瑞穂村                      | 瑞穂村                       | 瑞穂村                         | 昭和30年7月1日 気高町        | 平成16年11月1日 鳥取市に編入 | 鳥取市 |
| 気 多 郡 | 重高村   | 重高村               | 重高村                          | 重高村             | 瑞穂村                      | 瑞穂村                       | 瑞穂村                         | 昭和30年7月1日 気高町        | 平成16年11月1日 鳥取市に編入 | 鳥取市 |
| 気 多 郡 | 二本木村 | 二本木村             | 二本木村                        | 二本木村           | 瑞穂村                      | 瑞穂村                       | 瑞穂村                         | 昭和30年7月1日 気高町        | 平成16年11月1日 鳥取市に編入 | 鳥取市 |
| 気 多 郡 | 下坂本村 | 下坂本村             | 下坂本村                        | 下坂本村           | 瑞穂村                      | 瑞穂村                       | 瑞穂村                         | 昭和30年7月1日 気高町        | 平成16年11月1日 鳥取市に編入 | 鳥取市 |
| 気 多 郡 | 日光村   | 日光村               | 日光村                          | 日光村             | 瑞穂村                      | 瑞穂村                       | 瑞穂村                         | 昭和30年7月1日 気高町        | 平成16年11月1日 鳥取市に編入 | 鳥取市 |
| 気 多 郡 | 下石村   | 下石村               | 下石村                          | 下石村             | 逢坂村                      | 逢坂村                       | 逢坂村                         | 昭和30年7月1日 気高町        | 平成16年11月1日 鳥取市に編入 | 鳥取市 |
| 気 多 郡 | 殿村     | 殿村                 | 殿村                            | 殿村               | 逢坂村                      | 逢坂村                       | 逢坂村                         | 昭和30年7月1日 気高町        | 平成16年11月1日 鳥取市に編入 | 鳥取市 |
| 気 多 郡 | 飯里村   | 飯里村               | 飯里村                          | 飯里村             | 逢坂村                      | 逢坂村                       | 逢坂村                         | 昭和30年7月1日 気高町        | 平成16年11月1日 鳥取市に編入 | 鳥取市 |
| 気 多 郡 | 上原村   | 上原村               | 上原村                          | 上原村             | 逢坂村                      | 逢坂村                       | 逢坂村                         | 昭和30年7月1日 気高町        | 平成16年11月1日 鳥取市に編入 | 鳥取市 |
| 気 多 郡 | 山宮村   | 山宮村               | 山宮村                          | 山宮村             | 逢坂村                      | 逢坂村                       | 逢坂村                         | 昭和30年7月1日 気高町        | 平成16年11月1日 鳥取市に編入 | 鳥取市 |
| 気 多 郡 | 会下村   | 会下村               | 会下村                          | 会下村             | 逢坂村                      | 逢坂村                       | 逢坂村                         | 昭和30年7月1日 気高町        | 平成16年11月1日 鳥取市に編入 | 鳥取市 |
| 気 多 郡 | 郡家村   | 郡家村               | 郡家村                          | 郡家村             | 逢坂村                      | 逢坂村                       | 逢坂村                         | 昭和30年7月1日 気高町        | 平成16年11月1日 鳥取市に編入 | 鳥取市 |
| 気 多 郡 | 高江村   | 高江村               | 高江村                          | 高江村             | 逢坂村                      | 逢坂村                       | 逢坂村                         | 昭和30年7月1日 気高町        | 平成16年11月1日 鳥取市に編入 | 鳥取市 |
| 気 多 郡 | 橋詰村   | 橋詰村               | 橋詰村                          | 明治10年 睦逢村    | 逢坂村                      | 逢坂村                       | 逢坂村                         | 昭和30年7月1日 気高町        | 平成16年11月1日 鳥取市に編入 | 鳥取市 |
| 気 多 郡 | 新宮村   | 新宮村               | 新宮村                          | 明治10年 睦逢村    | 逢坂村                      | 逢坂村                       | 逢坂村                         | 昭和30年7月1日 気高町        | 平成16年11月1日 鳥取市に編入 | 鳥取市 |
| 邑 美 郡 | 向国安村 | 向国安村             | 明治5年 所属変更 高草郡向国安村 | 向国安村           | 美穂村                      | 美穂村                       | 昭和28年7月1日 鳥取市に編入    | 鳥取市                       | 鳥取市                       | 鳥取市 |
| 邑 美 郡 | 国安村   | 明治初年 分立 源太村 | 明治5年 所属変更 高草郡源太村   | 源太村             | 美穂村                      | 美穂村                       | 昭和28年7月1日 鳥取市に編入    | 鳥取市                       | 鳥取市                       | 鳥取市 |
| 高 草 郡 | 竹生村   | 竹生村               | 竹生村                          | 竹生村             | 美穂村                      | 美穂村                       | 昭和28年7月1日 鳥取市に編入    | 鳥取市                       | 鳥取市                       | 鳥取市 |
| 高 草 郡 | 上味野村 | 上味野村             | 上味野村                        | 上味野村           | 美穂村                      | 美穂村                       | 昭和28年7月1日 鳥取市に編入    | 鳥取市                       | 鳥取市                       | 鳥取市 |
| 高 草 郡 | 下味野村 | 下味野村             | 下味野村                        | 下味野村           | 美穂村                      | 美穂村                       | 昭和28年7月1日 鳥取市に編入    | 鳥取市                       | 鳥取市                       | 鳥取市 |
| 高 草 郡 | 下味野村 | 明治2年 分立 朝月村  | 朝月村                          | 朝月村             | 美穂村                      | 美穂村                       | 昭和28年7月1日 鳥取市に編入    | 鳥取市                       | 鳥取市                       | 鳥取市 |
| 高 草 郡 | 野寺村   | 野寺村               | 野寺村                          | 野寺村             | 蒲野部村                    | 大正6年10月1日 大正村        | 昭和28年7月1日 鳥取市に編入    | 鳥取市                       | 鳥取市                       | 鳥取市 |
| 高 草 郡 | 服部村   | 服部村               | 服部村                          | 服部村             | 蒲野部村                    | 大正6年10月1日 大正村        | 昭和28年7月1日 鳥取市に編入    | 鳥取市                       | 鳥取市                       | 鳥取市 |
| 高 草 郡 | 菖蒲村   | 菖蒲村               | 菖蒲村                          | 菖蒲村             | 蒲野部村                    | 大正6年10月1日 大正村        | 昭和28年7月1日 鳥取市に編入    | 鳥取市                       | 鳥取市                       | 鳥取市 |
| 高 草 郡 | 古海村   | 古海村               | 古海村                          | 古海村             | 海徳村                      | 大正6年10月1日 大正村        | 昭和28年7月1日 鳥取市に編入    | 鳥取市                       | 鳥取市                       | 鳥取市 |
| 高 草 郡 | 徳尾村   | 徳尾村               | 徳尾村                          | 徳尾村             | 海徳村                      | 大正6年10月1日 大正村        | 昭和28年7月1日 鳥取市に編入    | 鳥取市                       | 鳥取市                       | 鳥取市 |
| 高 草 郡 | 松上村   | 松上村               | 松上村                          | 松上村             | 明治村                      | 大正3年2月1日 明治村         | 昭和28年7月1日 鳥取市に編入    | 鳥取市                       | 鳥取市                       | 鳥取市 |
| 高 草 郡 | 槙原村   | 槙原村               | 槙原村                          | 槙原村             | 明治村                      | 大正3年2月1日 明治村         | 昭和28年7月1日 鳥取市に編入    | 鳥取市                       | 鳥取市                       | 鳥取市 |
| 高 草 郡 | 河内村   | 河内村               | 河内村                          | 河内村             | 明治村                      | 大正3年2月1日 明治村         | 昭和28年7月1日 鳥取市に編入    | 鳥取市                       | 鳥取市                       | 鳥取市 |
| 高 草 郡 | 上段村   | 上段村               | 上段村                          | 上段村             | 穏治村                      | 大正3年2月1日 明治村         | 昭和28年7月1日 鳥取市に編入    | 鳥取市                       | 鳥取市                       | 鳥取市 |
| 高 草 郡 | 尾崎村   | 尾崎村               | 尾崎村                          | 尾崎村             | 穏治村                      | 大正3年2月1日 明治村         | 昭和28年7月1日 鳥取市に編入    | 鳥取市                       | 鳥取市                       | 鳥取市 |
| 高 草 郡 | 上原村   | 上原村               | 上原村                          | 上原村             | 穏治村                      | 大正3年2月1日 明治村         | 昭和28年7月1日 鳥取市に編入    | 鳥取市                       | 鳥取市                       | 鳥取市 |
| 高 草 郡 | 細見村   | 細見村               | 細見村                          | 細見村             | 穏治村                      | 大正3年2月1日 明治村         | 昭和28年7月1日 鳥取市に編入    | 鳥取市                       | 鳥取市                       | 鳥取市 |
| 高 草 郡 | 本高村   | 本高村               | 本高村                          | 本高村             | 東郷村                      | 大正6年9月1日 東郷村         | 昭和28年7月1日 鳥取市に編入    | 鳥取市                       | 鳥取市                       | 鳥取市 |
| 高 草 郡 | 北村     | 北村                 | 北村                            | 北村               | 東郷村                      | 大正6年9月1日 東郷村         | 昭和28年7月1日 鳥取市に編入    | 鳥取市                       | 鳥取市                       | 鳥取市 |
| 高 草 郡 | 今在家村 | 今在家村             | 今在家村                        | 今在家村           | 東郷村                      | 大正6年9月1日 東郷村         | 昭和28年7月1日 鳥取市に編入    | 鳥取市                       | 鳥取市                       | 鳥取市 |
| 高 草 郡 | 篠坂村   | 篠坂村               | 篠坂村                          | 篠坂村             | 東郷村                      | 大正6年9月1日 東郷村         | 昭和28年7月1日 鳥取市に編入    | 鳥取市                       | 鳥取市                       | 鳥取市 |
| 高 草 郡 | 中村     | 中村                 | 中村                            | 中村               | 福富村                      | 大正6年9月1日 東郷村         | 昭和28年7月1日 鳥取市に編入    | 鳥取市                       | 鳥取市                       | 鳥取市 |
| 高 草 郡 | 高路村   | 高路村               | 高路村                          | 高路村             | 福富村                      | 大正6年9月1日 東郷村         | 昭和28年7月1日 鳥取市に編入    | 鳥取市                       | 鳥取市                       | 鳥取市 |
| 高 草 郡 | 大森村   | 大森村               | 大森村                          | 明治10年 有富村    | 福富村                      | 大正6年9月1日 東郷村         | 昭和28年7月1日 鳥取市に編入    | 鳥取市                       | 鳥取市                       | 鳥取市 |
| 高 草 郡 | 荒神谷村 | 荒神谷村             | 荒神谷村                        | 明治10年 有富村    | 福富村                      | 大正6年9月1日 東郷村         | 昭和28年7月1日 鳥取市に編入    | 鳥取市                       | 鳥取市                       | 鳥取市 |
| 高 草 郡 | 下砂見村 | 下砂見村             | 下砂見村                        | 下砂見村           | 砂見村                      | 大正7年1月1日 神戸村         | 昭和28年7月1日 鳥取市に編入    | 鳥取市                       | 鳥取市                       | 鳥取市 |
| 高 草 郡 | 中砂見村 | 中砂見村             | 中砂見村                        | 中砂見村           | 砂見村                      | 大正7年1月1日 神戸村         | 昭和28年7月1日 鳥取市に編入    | 鳥取市                       | 鳥取市                       | 鳥取市 |
| 高 草 郡 | 上砂見村 | 上砂見村             | 上砂見村                        | 上砂見村           | 砂見村                      | 大正7年1月1日 神戸村         | 昭和28年7月1日 鳥取市に編入    | 鳥取市                       | 鳥取市                       | 鳥取市 |
| 高 草 郡 | 岩坪村   | 岩坪村               | 岩坪村                          | 岩坪村             | 岩坪村                      | 大正7年1月1日 神戸村         | 昭和28年7月1日 鳥取市に編入    | 鳥取市                       | 鳥取市                       | 鳥取市 |
| 高 草 郡 | 横枕村   | 横枕村               | 横枕村                          | 横枕村             | 大和村                      | 大和村                       | 昭和28年7月1日 鳥取市に編入    | 鳥取市                       | 鳥取市                       | 鳥取市 |
| 高 草 郡 | 玉津村   | 玉津村               | 玉津村                          | 玉津村             | 大和村                      | 大和村                       | 昭和28年7月1日 鳥取市に編入    | 鳥取市                       | 鳥取市                       | 鳥取市 |
| 高 草 郡 | 倭文村   | 倭文村               | 倭文村                          | 倭文村             | 大和村                      | 大和村                       | 昭和28年7月1日 鳥取市に編入    | 鳥取市                       | 鳥取市                       | 鳥取市 |
| 高 草 郡 | 長谷村   | 長谷村               | 長谷村                          | 長谷村             | 大和村                      | 大和村                       | 昭和28年7月1日 鳥取市に編入    | 鳥取市                       | 鳥取市                       | 鳥取市 |
| 高 草 郡 | 赤子田村 | 赤子田村             | 赤子田村                        | 赤子田村           | 大和村                      | 大和村                       | 昭和28年7月1日 鳥取市に編入    | 鳥取市                       | 鳥取市                       | 鳥取市 |
| 高 草 郡 | 猪子村   | 猪子村               | 猪子村                          | 猪子村             | 大和村                      | 大和村                       | 昭和28年7月1日 鳥取市に編入    | 鳥取市                       | 鳥取市                       | 鳥取市 |
| 高 草 郡 | 野坂村   | 野坂村               | 野坂村                          | 野坂村             | 豊実村                      | 豊実村                       | 昭和28年7月1日 鳥取市に編入    | 鳥取市                       | 鳥取市                       | 鳥取市 |
| 高 草 郡 | 島村     | 島村                 | 島村                            | 島村               | 豊実村                      | 豊実村                       | 昭和28年7月1日 鳥取市に編入    | 鳥取市                       | 鳥取市                       | 鳥取市 |
| 高 草 郡 | 宮谷村   | 宮谷村               | 宮谷村                          | 宮谷村             | 豊実村                      | 豊実村                       | 昭和28年7月1日 鳥取市に編入    | 鳥取市                       | 鳥取市                       | 鳥取市 |
| 高 草 郡 | 下段村   | 下段村               | 下段村                          | 下段村             | 豊実村                      | 豊実村                       | 昭和28年7月1日 鳥取市に編入    | 鳥取市                       | 鳥取市                       | 鳥取市 |
| 高 草 郡 | 大塚村   | 大塚村               | 大塚村                          | 大塚村             | 豊実村                      | 豊実村                       | 昭和28年7月1日 鳥取市に編入    | 鳥取市                       | 鳥取市                       | 鳥取市 |
| 高 草 郡 | 大満村   | 大満村               | 大満村                          | 明治10年 大桷村    | 豊実村                      | 豊実村                       | 昭和28年7月1日 鳥取市に編入    | 鳥取市                       | 鳥取市                       | 鳥取市 |
| 高 草 郡 | 桷間村   | 桷間村               | 桷間村                          | 明治10年 大桷村    | 豊実村                      | 豊実村                       | 昭和28年7月1日 鳥取市に編入    | 鳥取市                       | 鳥取市                       | 鳥取市 |
| 高 草 郡 | 湖山村   | 湖山村               | 湖山村                          | 湖山村             | 湖山村                      | 湖山村                       | 昭和28年7月1日 鳥取市に編入    | 鳥取市                       | 鳥取市                       | 鳥取市 |
| 高 草 郡 | 三山口村 | 三山口村             | 三山口村                        | 三山口村           | 松保村                      | 松保村                       | 昭和28年7月1日 鳥取市に編入    | 鳥取市                       | 鳥取市                       | 鳥取市 |
| 高 草 郡 | 良田村   | 良田村               | 良田村                          | 良田村             | 松保村                      | 松保村                       | 昭和28年7月1日 鳥取市に編入    | 鳥取市                       | 鳥取市                       | 鳥取市 |
| 高 草 郡 | 高住村   | 高住村               | 高住村                          | 高住村             | 松保村                      | 松保村                       | 昭和28年7月1日 鳥取市に編入    | 鳥取市                       | 鳥取市                       | 鳥取市 |
| 高 草 郡 | 布勢村   | 布勢村               | 布勢村                          | 布勢村             | 松保村                      | 松保村                       | 昭和28年7月1日 鳥取市に編入    | 鳥取市                       | 鳥取市                       | 鳥取市 |
| 高 草 郡 | 足山村   | 足山村               | 足山村                          | 足山村             | 松保村                      | 松保村                       | 昭和28年7月1日 鳥取市に編入    | 鳥取市                       | 鳥取市                       | 鳥取市 |
| 高 草 郡 | 倉見村   | 倉見村               | 倉見村                          | 明治10年 桂見村    | 松保村                      | 松保村                       | 昭和28年7月1日 鳥取市に編入    | 鳥取市                       | 鳥取市                       | 鳥取市 |
| 高 草 郡 | 三谷村   | 三谷村               | 三谷村                          | 明治10年 桂見村    | 松保村                      | 松保村                       | 昭和28年7月1日 鳥取市に編入    | 鳥取市                       | 鳥取市                       | 鳥取市 |
| 高 草 郡 | 岩室村   | 岩室村               | 岩室村                          | 明治14年 岩吉村    | 松保村                      | 松保村                       | 昭和28年7月1日 鳥取市に編入    | 鳥取市                       | 鳥取市                       | 鳥取市 |
| 高 草 郡 | 吉山村   | 吉山村               | 吉山村                          | 明治14年 岩吉村    | 松保村                      | 松保村                       | 昭和28年7月1日 鳥取市に編入    | 鳥取市                       | 鳥取市                       | 鳥取市 |
| 高 草 郡 | 甲山村   | 甲山村               | 甲山村                          | 明治10年 里仁村    | 松保村                      | 松保村                       | 昭和28年7月1日 鳥取市に編入    | 鳥取市                       | 鳥取市                       | 鳥取市 |
| 高 草 郡 | 畠崎村   | 畠崎村               | 畠崎村                          | 明治10年 里仁村    | 松保村                      | 松保村                       | 昭和28年7月1日 鳥取市に編入    | 鳥取市                       | 鳥取市                       | 鳥取市 |
| 高 草 郡 | 徳吉村   | 徳吉村               | 徳吉村                          | 徳吉村             | 千代水村                    | 千代水村                     | 昭和28年7月1日 鳥取市に編入    | 鳥取市                       | 鳥取市                       | 鳥取市 |
| 高 草 郡 | 秋里村   | 秋里村               | 秋里村                          | 秋里村             | 千代水村                    | 千代水村                     | 昭和28年7月1日 鳥取市に編入    | 鳥取市                       | 鳥取市                       | 鳥取市 |
| 高 草 郡 | 江津村   | 江津村               | 江津村                          | 江津村             | 千代水村                    | 千代水村                     | 昭和28年7月1日 鳥取市に編入    | 鳥取市                       | 鳥取市                       | 鳥取市 |
| 高 草 郡 | 晩稲村   | 晩稲村               | 晩稲村                          | 晩稲村             | 千代水村                    | 千代水村                     | 昭和28年7月1日 鳥取市に編入    | 鳥取市                       | 鳥取市                       | 鳥取市 |
| 高 草 郡 | 南隈村   | 南隈村               | 南隈村                          | 南隈村             | 千代水村                    | 千代水村                     | 昭和28年7月1日 鳥取市に編入    | 鳥取市                       | 鳥取市                       | 鳥取市 |
| 高 草 郡 | 安長村   | 安長村               | 安長村                          | 明治20年 安長村    | 千代水村                    | 千代水村                     | 昭和28年7月1日 鳥取市に編入    | 鳥取市                       | 鳥取市                       | 鳥取市 |
| 高 草 郡 | 鴈津村   | 鴈津村               | 鴈津村                          | 明治20年 安長村    | 千代水村                    | 千代水村                     | 昭和28年7月1日 鳥取市に編入    | 鳥取市                       | 鳥取市                       | 鳥取市 |
| 高 草 郡 | 湯村     | 湯村                 | 明治7年 改称 吉岡村             | 明治10年 吉岡村    | 吉岡村                      | 吉岡村                       | 昭和28年7月1日 鳥取市に編入    | 鳥取市                       | 鳥取市                       | 鳥取市 |
| 高 草 郡 | 湯谷村   | 湯谷村               | 湯谷村                          | 明治10年 吉岡村    | 吉岡村                      | 吉岡村                       | 昭和28年7月1日 鳥取市に編入    | 鳥取市                       | 鳥取市                       | 鳥取市 |
| 高 草 郡 | 妙徳寺村 | 妙徳寺村             | 妙徳寺村                        | 妙徳寺村           | 吉岡村                      | 吉岡村                       | 昭和28年7月1日 鳥取市に編入    | 鳥取市                       | 鳥取市                       | 鳥取市 |
| 高 草 郡 | 双六原村 | 双六原村             | 双六原村                        | 双六原村           | 吉岡村                      | 吉岡村                       | 昭和28年7月1日 鳥取市に編入    | 鳥取市                       | 鳥取市                       | 鳥取市 |
| 高 草 郡 | 矢矯村   | 矢矯村               | 矢矯村                          | 矢矯村             | 吉岡村                      | 吉岡村                       | 昭和28年7月1日 鳥取市に編入    | 鳥取市                       | 鳥取市                       | 鳥取市 |
| 高 草 郡 | 洞谷村   | 洞谷村               | 洞谷村                          | 洞谷村             | 吉岡村                      | 吉岡村                       | 昭和28年7月1日 鳥取市に編入    | 鳥取市                       | 鳥取市                       | 鳥取市 |
| 高 草 郡 | 瀬田蔵村 | 瀬田蔵村             | 瀬田蔵村                        | 瀬田蔵村           | 吉岡村                      | 吉岡村                       | 昭和28年7月1日 鳥取市に編入    | 鳥取市                       | 鳥取市                       | 鳥取市 |
| 高 草 郡 | 長柄村   | 長柄村               | 長柄村                          | 長柄村             | 吉岡村                      | 吉岡村                       | 昭和28年7月1日 鳥取市に編入    | 鳥取市                       | 鳥取市                       | 鳥取市 |
| 高 草 郡 | 松原村   | 松原村               | 松原村                          | 松原村             | 大郷村                      | 大郷村                       | 昭和28年7月1日 鳥取市に編入    | 鳥取市                       | 鳥取市                       | 鳥取市 |
| 高 草 郡 | 六段田村 | 六段田村             | 六段田村                        | 六段田村           | 大郷村                      | 大郷村                       | 昭和28年7月1日 鳥取市に編入    | 鳥取市                       | 鳥取市                       | 鳥取市 |
| 高 草 郡 | 福井村   | 福井村               | 福井村                          | 福井村             | 大郷村                      | 大郷村                       | 昭和28年7月1日 鳥取市に編入    | 鳥取市                       | 鳥取市                       | 鳥取市 |
| 高 草 郡 | 大谷村   | 大谷村               | 大谷村                          | 明治10年 金沢村    | 大郷村                      | 大郷村                       | 昭和28年7月1日 鳥取市に編入    | 鳥取市                       | 鳥取市                       | 鳥取市 |
| 高 草 郡 | 岩本村   | 岩本村               | 岩本村                          | 明治10年 金沢村    | 大郷村                      | 大郷村                       | 昭和28年7月1日 鳥取市に編入    | 鳥取市                       | 鳥取市                       | 鳥取市 |
| 高 草 郡 | 大畑村   | 大畑村               | 大畑村                          | 明治10年 大畑村    | 大郷村                      | 大郷村                       | 昭和28年7月1日 鳥取市に編入    | 鳥取市                       | 鳥取市                       | 鳥取市 |
| 高 草 郡 | 福谷村   | 福谷村               | 福谷村                          | 明治10年 大畑村    | 大郷村                      | 大郷村                       | 昭和28年7月1日 鳥取市に編入    | 鳥取市                       | 鳥取市                       | 鳥取市 |
| 高 草 郡 | 伏野村   | 伏野村               | 伏野村                          | 伏野村             | 末恒村                      | 末恒村                       | 昭和28年7月1日 鳥取市に編入    | 鳥取市                       | 鳥取市                       | 鳥取市 |
| 高 草 郡 | 三津村   | 三津村               | 三津村                          | 三津村             | 末恒村                      | 末恒村                       | 昭和28年7月1日 鳥取市に編入    | 鳥取市                       | 鳥取市                       | 鳥取市 |
| 高 草 郡 | 内海村   | 内海村               | 内海村                          | 内海村             | 末恒村                      | 末恒村                       | 昭和28年7月1日 鳥取市に編入    | 鳥取市                       | 鳥取市                       | 鳥取市 |
| 高 草 郡 | 小沢見村 | 小沢見村             | 小沢見村                        | 小沢見村           | 末恒村                      | 末恒村                       | 昭和28年7月1日 鳥取市に編入    | 鳥取市                       | 鳥取市                       | 鳥取市 |
| 高 草 郡 | 内海中村 | 内海中村             | 内海中村                        | 内海中村           | 末恒村                      | 末恒村                       | 昭和28年7月1日 鳥取市に編入    | 鳥取市                       | 鳥取市                       | 鳥取市 |
| 高 草 郡 | 御熊村   | 御熊村               | 御熊村                          | 御熊村             | 末恒村                      | 末恒村                       | 昭和28年7月1日 鳥取市に編入    | 鳥取市                       | 鳥取市                       | 鳥取市 |
| 高 草 郡 | 賀露村   | 賀露村               | 賀露村                          | 賀露村             | 賀露村                      | 昭和12年2月15日 鳥取市に編入 | 鳥取市                         | 鳥取市                       | 鳥取市                       | 鳥取市 |

## 行政
歴代郡長
| 代                                                                                                   | 氏名       | 就任年月日                 | 退任年月日                 | 出身   | 前任           | 転任                   |
| --- | ---------- | -------------------------- | -------------------------- | ------ | -------------- | ---------------------- |
| 1 | 稲村改良   | 明治29年（1896年）4月1日   | 明治31年（1898年）5月18日  | 茨城県 | 高草・気多郡長 | 東伯郡長               |
| 2 | 内海淡     | 明治31年（1898年）5月18日  | 明治34年（1901年）1月14日  | 鳥取市 | 県属           | 東伯郡長               |
| 3 | 天野祐治   | 明治34年（1901年）1月14日  | 明治34年（1901年）2月15日  | 鳥取市 | 西伯郡長       | 依願免官               |
| 4 | 友成正     | 明治34年（1901年）2月15日  | 明治42年（1909年）11月15日 | 熊本県 | 県警視         | 西伯郡長               |
| 5 | 西村重久   | 明治42年（1909年）11月15日 | 大正2年（1913年）3月30日   | 鳥取市 | 県警視         | 岩美郡長               |
| 6 | 田子義行   | 大正2年（1913年）3月31日   | 大正2年（1913年）5月30日   | 西伯郡 | 八頭郡長       | 依願免官               |
| 7 | 入江澄     | 大正2年（1913年）5月30日   | 大正2年（1913年）12月23日  | 鳥取市 | 県属           | 日野郡長               |
| 8 | 湯目東雄   | 大正2年（1913年）12月23日  | 大正4年（1915年）12月      | 東京市 | 県警視         | 西伯郡長               |
| 9 | 浅沼喜雄   | 大正4年（1915年）12月22日  | 大正7年（1918年）6月       | 鳥取市 | 県視学         | 東伯郡長               |
| 10                                                                                                   | 島田俊夫   | 大正7年（1918年）6月       | 大正9年（1920年）9月       | 埼玉県 | 埼玉県属       | 東伯郡長               |
| 11                                                                                                   | 小松粂太郎 | 大正9年（1920年）9月8日    | 大正12年（1923年）2月5日   | 石川県 | 日野郡長       | 辞職                   |
| 12                                                                                                   | 土生文之助 | 大正12年（1923年）3月31日  | 大正13年（1924年）9月9日   | 三重県 | 内務部農務課長 | 依願免官               |
| 13                                                                                                   | 石竹秀延   | 大正13年（1924年）9月9日   | 大正15年（1926年）6月30日  | 岐阜県 | 県属           | 郡役所廃止により、廃官 |
| 参考文献 - 気高郡勢概要（鳥取県気高郡、1919年）、鳥取県史 近代 第5巻 (資料編)989頁（鳥取県、1967年） |            |                            |                            |        |                |                        |

## 関連文献
- 楢柴竹造『気高郡史考』横山書店、1923年。NDLJP:1229547。